# العلاقات الفنلندية الكولومبية
العلاقات الفنلندية الكولومبية هي العلاقات الثنائية التي تجمع بين فنلندا وكولومبيا.

## مقارنة بين البلدين
هذه مقارنة عامة ومرجعية للدولتين:
| وجه المقارنة                                              | فنلندا                                                                               | كولومبيا        |
| --------------------------------------------------------- | ------------------------------------------------------------------------------------ | --------------- |
| المساحة (كم2)                                             | 338.42 ألف                                                                           | 1.14 مليون      |
| عدد السكان (نسمة)                                         | 5.52 مليون                                                                           | 49.07 مليون     |
| الكثافة السكانية (ن./كم²)                                 | 16.31                                                                                | 43.04           |
| العاصمة                                                   | هلسنكي                                                                               | بوغوتا          |
| اللغة الرسمية                                             | اللغة الفنلندية، اللغة السويدية                                                      | اللغة الإسبانية |
| العملة                                                    | يورو، ماركا فنلندية                                                                  | بيزو كولومبي    |
| الناتج المحلي الإجمالي (بليون دولار)                      | 251.88 مليار                                                                         | 309.19 مليار    |
| الناتج المحلي الإجمالي (تعادل القوة الشرائية) بليون دولار | 231.84 مليار                                                                         | 724.96 مليار    |
| الناتج المحلي الإجمالي الاسمي للفرد دولار أمريكي          | 42.31 ألف                                                                            | 7.60 ألف        |
| الناتج المحلي الإجمالي للفرد دولار أمريكي                 | 40.68 ألف                                                                            | 13.36 ألف       |
| مؤشر التنمية البشرية                                      | 0.883                                                                                | 0.720           |
| رمز المكالمات الدولي                                      | +358                                                                                 | +57             |
| رمز الإنترنت                                              | .fi                                                                                  | .co             |
| المنطقة الزمنية                                           | ت ع م+02:00، ت ع م+03:00، أوروبا/هلسنكي ‏، توقيت شرق أوروبا، توقيت شرق أوروبا الصيفي ‏ | 00              |

## منظمات دولية مشتركة
يشترك البلدان في عضوية مجموعة من المنظمات الدولية، منها:
| علم المنظمة | اسم المنظمة                               | تاريخ انضمام فنلندا | تاريخ انضمام كولومبيا |
| ----------- | ----------------------------------------- | ------------------- | --------------------- |
|             | مؤسسة التنمية الدولية                     | 29 ديسمبر 1960      | 16 يونيو 1961         |
|             | يونسكو                                    | 10 أكتوبر 1956      | 31 أكتوبر 1947        |
|             | وكالة ضمان الاستثمار متعدد الأطراف        | 28 ديسمبر 1988      | 30 نوفمبر 1995        |
|             | الأمم المتحدة                             | 14 ديسمبر 1955      | 5 نوفمبر 1945         |
|             | الفريق المعني برصد الأرض                  | ?                   | ?                     |
|             | الاتحاد البريدي العالمي                   | ?                   | ?                     |
|             | البنك الدولي للإنشاء والتعمير             | 14 يناير 1948       | 24 ديسمبر 1946        |
|             | المنظمة الهيدروغرافية الدولية             | ?                   | ?                     |
|             | الاتحاد الدولي للاتصالات                  | 1 سبتمبر 1920       | 25 أغسطس 1914         |
|             | منظمة حظر الأسلحة الكيميائية              | ?                   | ?                     |
|             | مؤسسة التمويل الدولية                     | 20 يوليو 1956       | 20 يوليو 1956         |
|             | المركز الدولي لتسوية المنازعات الاستشارية | 8 فبراير 1969       | 14 أغسطس 1997         |
|             | منظمة التجارة العالمية                    | 1995                | ?                     |
|             | منظمة الشرطة الجنائية الدولية             | ?                   | ?                     |

## وصلات خارجية
- موقع وزارة الخارجية الفنلندية